# Florennes Air Base
Florennes Air Base är en flygbas i Belgien. Den ligger i den centrala delen av landet, 70 km söder om huvudstaden Bryssel. Florennes Air Base ligger 275 meter över havet.
Terrängen runt Florennes Air Base är platt. Runt Florennes Air Base är det ganska glesbefolkat, med 39 invånare per kvadratkilometer.. Närmaste större samhälle är Châtelet, 19,6 km norr om Florennes Air Base. 
I omgivningarna runt Florennes Air Base växer i huvudsak blandskog.